# Davy Spillane

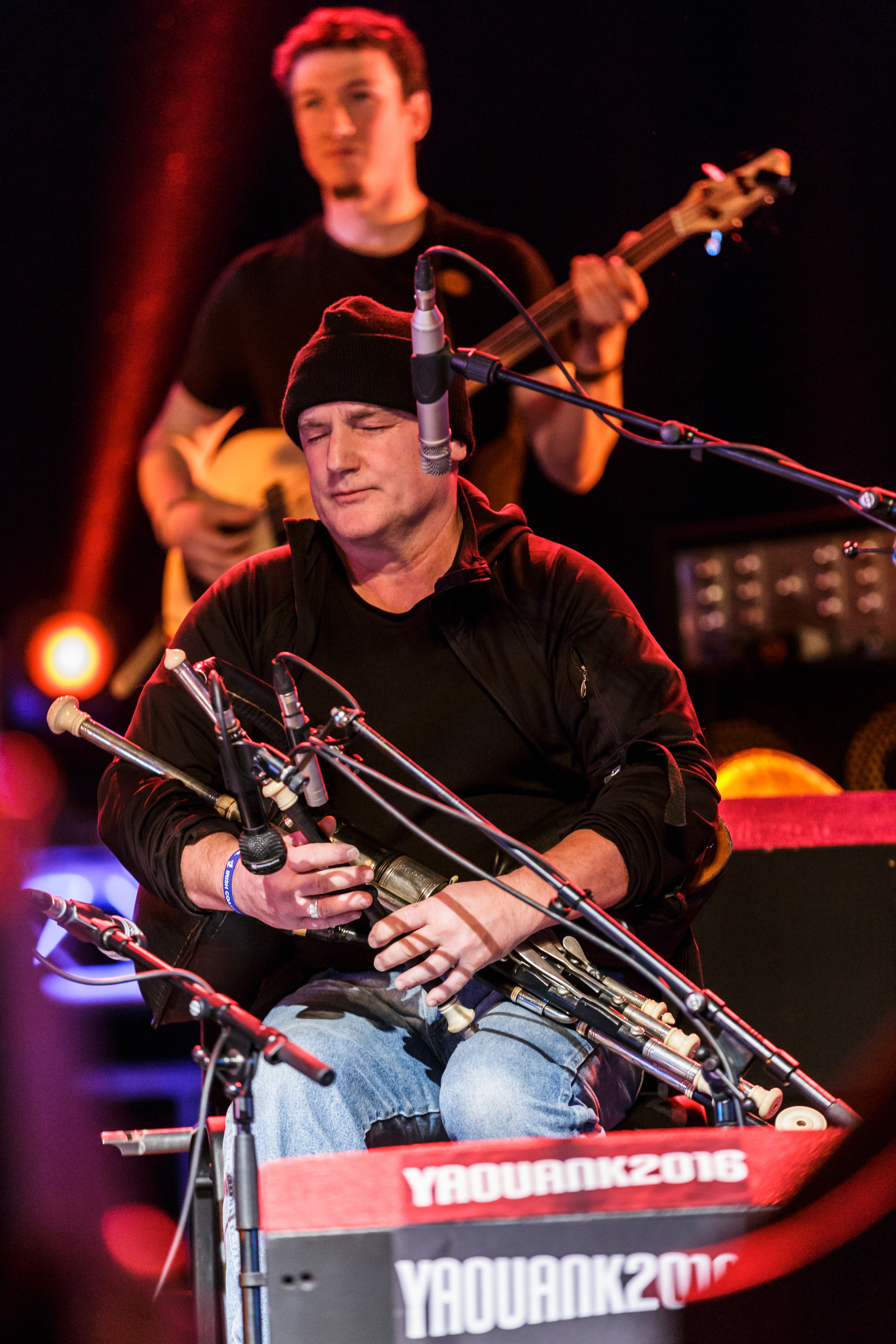
Davy Spillane

Davy Spillane (* 1959 in Dublin) ist ein irischer Folkmusiker und Komponist. Er spielt vor allem Uilleann Pipes.

## Leben
Spillane lernte als erste Sprache Irisch. Mit zwölf Jahren begann er, Uilleann Pipes, die irische Variante des Dudelsacks, zu spielen. Mit seinem Vater besuchte er zahlreiche Festivals in Irland. In den drei darauf folgenden Jahren spielte er auf Sessions und lernte viele prominente Folkmusiker kennen. Mit 16 Jahren gab er erste Konzerte im Vereinigten Königreich und in anderen Ländern Europas. In dem Film The Traveller des irischen Regisseurs Joe Comerford spielte er einen Landfahrer. 1978 erschien erstmals Musik von ihm auf einer Schallplatte, der Kompilation The Piper's Rock. Seither komponierte er viele seiner Stücke selbst, vor allem Balladen. Gleichzeitig besuchte er die irischsprachige Schule Coláiste Eoin.
1981 gründete er unter anderem mit Christy Moore und Dónal Lunny die Folk-Rock-Band Moving Hearts. Die Band spielte vor allem selbstkomponierte Stücke. Auf dem 1985 erschienenen Instrumentalalbum The Storm sind mehrere Kompositionen Spillanes enthalten. Anschließend schloss er sich mit den US-amerikanischen Musikern wie Béla Fleck und Albert Lee zusammen, um 1986 das Album Atlantic Bridge aufzunehmen, das Bluegrass- und Bluesmusik enthielt. 1988 erschien Out of the Air von der Davy Spillane Band. 1990 veröffentlichte er die Alben Shadow Hunter mit Rory Gallagher und dem Fiddle-Spieler Kevin Glackin, 1991 erschien Pipedreams. Spillane zog anschließend nach Liscannor im irischen County Clare.
Davy Spillane spielte in dem Orchesterwerk The Seville Suite des Komponisten und Produzenten Bill Whelan. Whelan war auch der Produzent des Albums East Wind, auf dem Spillane und Andy Irvine Folkmusik vom Balkan mit Irish Folk mischten. 1995 komponierte Whelan Riverdance, eine kommerziell erfolgreiche Tanzshow mit Soloeinlagen von Spillane und anderen irischen Musikern.
Spillane schrieb zahlreiche Filmmusiken, etwa 1992 für Stürmische Leidenschaft. Häufig spielte er mit anderen Musikern zusammen, zum Beispiel 1996 mit Mike Oldfield für dessen Album Voyager. Außerdem wirkte er auf zahlreichen Alben des Afro Celt Sound System mit. Nach einer Zeit der Ausbildung stellt Spillane seine Uilleann Pipes selbst her. 2000 erschien sein einziges Album mit Traditionals, Forgotten Days, an dem erneut Kevin Glackin mitwirkte. Im selben Jahr gründete er das Plattenlabel Burrenstone, in dem jazzorientierte Musik verlegt wird.

## Diskografie

### Soloalben
- 1986: Atlantic Bridge (Tara Music)
- 1990: Shadow Hunter (Tara Music)
- 1991: Pipedreams (Tara Music)
- 1992: East Wind (Tara Music)
- 1996: A Place Among the Stones
- 1998: The Sea of Dreams (Covert)
- 2004: Deep Blue Sea (Sony Music)
- 2016: Between longing and belonging

### Davy Spillane Band
- 1988: Out of the Air

### Davy Spillane und Kevin Glacken
- 2000: Forgotten Days (Barrowstone Music)

### Davy Spillane und Andy Irvine
- 1994: East Wind (Tara Music)

sowie zahlreiche Soundtracks und Beiträge zu Sessions; für Alben mit den Moving Hearts siehe dort.

## Filmografie (Auswahl)
- 1981: Landfahrer (Traveller)
- 1996: Auf der Suche nach Finbar (The Disappearance of Finbar)